# Левала (Сааре)
Ле́вала (ест. Levala küla) — село в Естонії, у волості Сааре повіту Йиґевамаа.

## Населення
Чисельність населення на 31 грудня 2011 року становила 35 осіб.

## Географія
Село розташоване на відстані приблизно 6 км на захід від волосного центру Кяепи.
Через село проходить автошлях 112 (Сааре — Торма), що веде на північ від європейського маршруту E264. Від села починається дорога 115, яка з'єднує Левалу з найбільшим у волості селом Вооре.

## Охорона природи
У селі розташовується Вооремааська лісова екологічна станція — база складних екологічних досліджень Естонського інституту зоології та ботаніки.